# 桂瀬駅
桂瀬駅（かつらせえき）は、秋田県北秋田市桂瀬にある、秋田内陸縦貫鉄道秋田内陸線（スマイルレール秋田内陸線）の駅である。

## 歴史
- 1935年（昭和10年）11月15日：国鉄阿仁合線、米内沢駅 - 阿仁前田駅（現：阿仁前田温泉駅）間の開通により北秋田郡前田村に開業[1]。
- 1970年（昭和45年）10月10日：貨物および荷物扱い廃止[3]。無人化[2][4]。
- 1986年（昭和61年）11月1日：秋田内陸縦貫鉄道に転換[1]。

## 駅構造

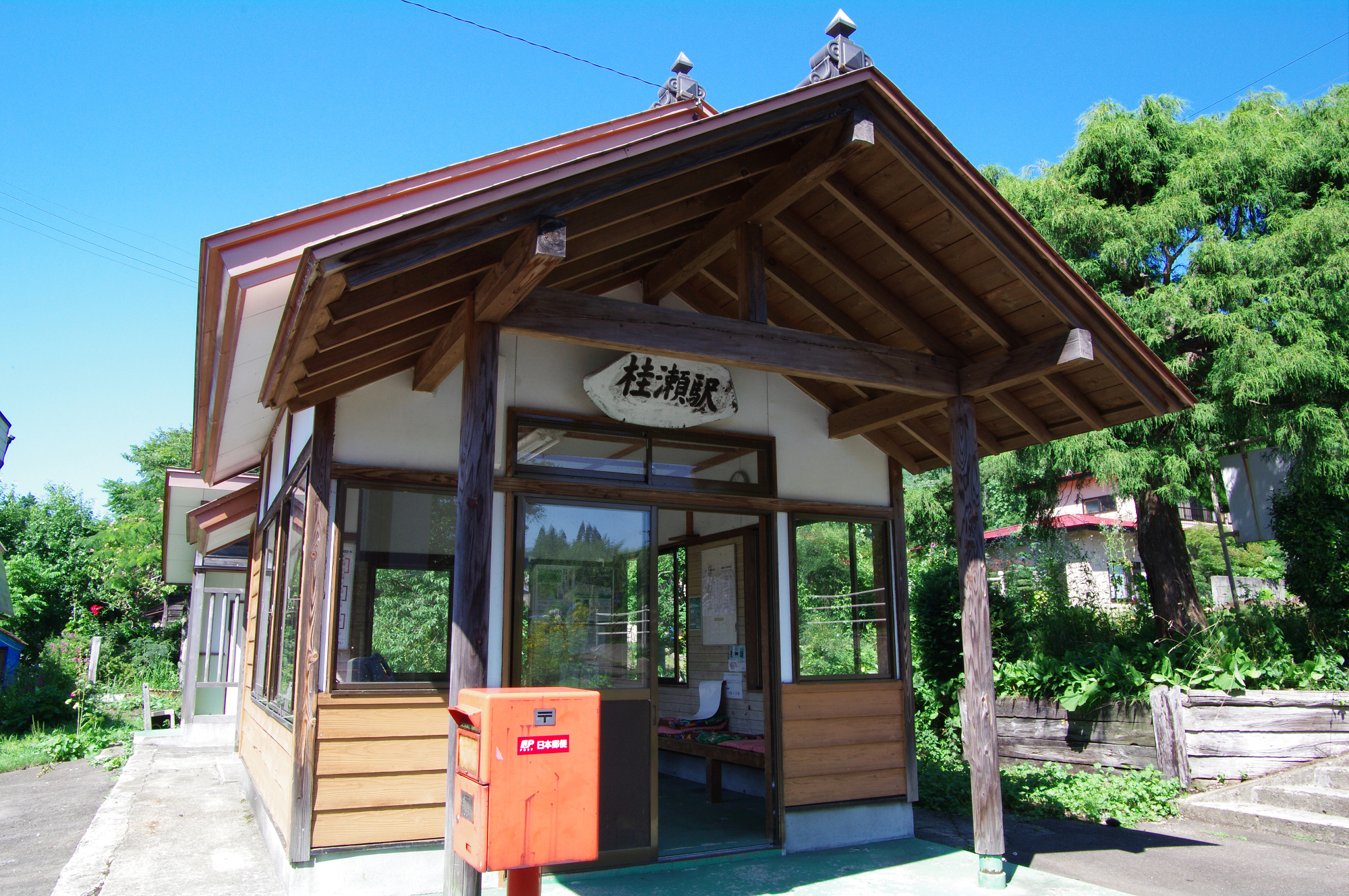
待合所

単式ホーム1面1線を有する地上駅。無人駅となっている。 

## 利用状況
| 1日乗降人員推移 | 1日乗降人員推移 |
| 年度            | 1日平均人数     |
| --------------- | --------------- |
| 2016年          | 31              |
| 2017年          | 26              |
| 2018年          | 29              |

## 駅周辺
- 阿仁川
- 国道105号
- 浦田郵便局
- 北秋田市立浦田小学校
- 北秋田市立森吉中学校
- 秋田県道111号桂瀬笹館線
- 秋田県道146号桂瀬停車場線

## 隣の駅
秋田内陸縦貫鉄道
■秋田内陸線
□快速（上りのみ）・■普通
米内沢駅 - 桂瀬駅 - 阿仁前田温泉駅